# Semanotus amethystinus
Semanotus amethystinus är en skalbaggsart som först beskrevs av Leconte 1853.  Semanotus amethystinus ingår i släktet Semanotus och familjen långhorningar. Inga underarter finns listade i Catalogue of Life.